# Yutaka Higuchi
Yutaka "U-ta" Higuchi (桶口豊, Higuchi Yutaka) (Takasaki, Gunma - 24 de janeiro de 1967) é um baixista japonês, mais conhecido por ser o baixista da banda de rock Buck-Tick desde 1983. Também faz parte de seu projeto secundário chamado "Wild Wise Apes".

## Carreira
Formou o Buck-Tick em 1983 com Atsushi Sakurai como baterista, Araki como vocalista e Hoshino Hidehiko e Hisashi Imai como guitarristas. Em 1985, Araki deixa a banda, Sakurai assume a posição de vocalista e Toll Yagami se junta a banda como o novo baterista.

## Vida pessoal
É irmão mais novo de Toll Yagami, o baterista do Buck-Tick. Tem uma irmã mais velha e um irmão mais velho já falecido.

## Discografia

### Wild Wise Apes
- 3rd World (2004)[5]